# ホンダ・HR-V
HR-V（エッチアール - ブイ、エイチアール - ブイ）は、本田技研工業が生産、販売している小型SUVである。

## 概要
初代は1997年に東京モーターショーで発表されたクロスオーバーSUVのコンセプトカー「J-WJ」を経て、1998年に市販化された。「Small is Smart」の発想をもとに、日常生活での使いやすさやコンパクトさと軽さゆえの環境への影響が少なさに加え、楽しさ（Joyful）も求めた「J・ムーバー」の第2弾として、GA3型ロゴのシャシをベースにしたスリムなボディを、大径タイヤ などによりSUVらしく車高を上げるという独特の成り立ちをしている。かつてないハイライダースタイルに、使いやすさと、走り、安全、環境など、全ての要素を盛り込んだことで、ホンダは、既存のカテゴリには収まらない革命的なクルマであるとし、HR-VをSUVではなく「ジェットフィール・ハイライダー」と呼んだ。
ボディ構造技術として、事故の際に搭乗者及び歩行者への衝撃を減らす、G-CON（衝突安全設計ボディ）をホンダで最初に採用した。
エンジンはD16A型のみの設定だが、グレードによってVTEC仕様とノーマル仕様が混在した。トランスミッションはホンダマルチマチック（CVT）と5速MTの2種類。4WDはスタンバイ式のリアルタイム4WD（デュアルポンプシステム）で本格的なオフロード車ではないが、オリジナルデザインの塗装を施され、各地の森林管理署の官用車に使用されている。取扱販売店はベルノ店。
日本での販売はエクステリアデザインを優先したタイトな室内空間が不評で振るわなかった が、欧州ではベストセラーになったと言われている。また、中東でも人気が高く、中古車が日本から多数輸出されている。
2代目はヴェゼルの日本国外仕様車である。
3代目では欧州・アジア向けと北米向けでそれぞれ異なるモデルとなり、日本向けは前者がヴェゼル、後者がZR-Vにあたる。

## 初代 GH1/2/3/4型（1998年 - 2006年）
- 1997年 - 東京モーターショーに、J-WJ（J・ムーバー ワイルド&ジョイフル ワゴン）として参考出品された。
- 1998年9月22日 - 3ドアの発売を開始した。CMキャラクターはアメリカのロックバンドのセイヴ・フェリス（英語: Save Ferris）が起用され、CMソングには本人たちが演奏する『ゲバゲバ!マーチ』が起用された。バリエーションは、「J」（FF）、「J4」（4WD）及び「JS4」（4WD VTEC）の3種で、トランスミッションは5速MT（「J」、「J4」）とマルチマチックS（「J」、「J4」、「JS4」）が設定された。
- 1999年7月30日 - 5ドアを追加し、3ドアを一部改良した。内装色や素材の変更及び電波式キーレスエントリー、ボディ同色電動格納式リモコンドアミラー及びマイクロアンテナなどを標準装備した。最低地上高190mmから175mmに変更した。
- 2000年
  - 3月3日 -「J」、｢J4」をベースとした特別仕様車「プレイヤー」を発売。
  - 8月31日 -「プレイヤー」をベースとした特別仕様車「ナビプレイヤー」を発売。
- 2001年
  - 7月5日 -「JS」（FF VTEC）を追加するなどマイナーチェンジを実施した。外装デザインの変更及び装備の充実を図り、平成12年度排出ガス規制値の50％以下まで低減した「優－低排出ガス」を全タイプが取得した。
  - 12月17日 - 「J」、「J4」をベースとした特別仕様車「Jスペシャル」、「J4スペシャル」を発売。

- 2003年10月21日 - 装備の充実を図る小変更が実施され、同時に3ドアの全てのモデルと、5ドア「J4」のMT仕様が廃止された。
- 2005年
  - 5月 - コスミックグレー・パールを廃色した。
  - 12月 - オーダーストップに伴い生産終了。以降は在庫対応分のみの販売となる[3]。
- 2006年2月 - 在庫対応分が完売し､販売を終了した。同時にモデル廃止。

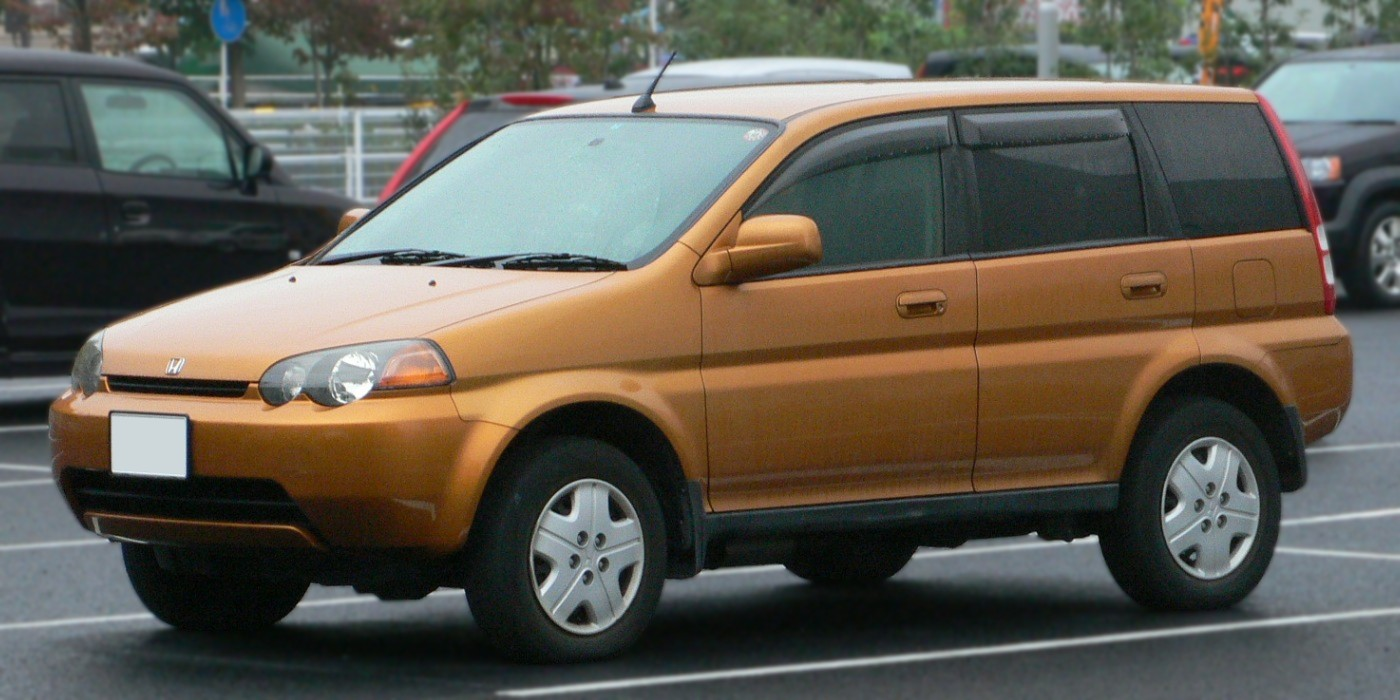
1999年7月販売型5ドア

## 2代目 RU1/2/3/4型（2014年 - 2021年）
2014年4月17日
ホンダの米国法人がニューヨークモーターショー2014でヴェゼル米国仕様の概要を発表。車名は「HR-V」となり、2014年2月に操業を開始したホンダのメキシコ新工場で同年後半に生産開始されることもあわせて発表された。
2014年10月2日
ホンダの欧州法人がパリモーターショーで欧州仕様のプロトタイプを発表。車種名は米国仕様と同じ「HR-V」となる。
2014年10月29日
サンパウロ国際モーターショー2014でブラジル仕様の市販予定車を公開することを発表。ブラジル仕様は1.8L SOHC i-VTEC フレックスフューエルエンジンとCVTの組み合わせとなり、車種名は米国仕様と同じ「HR-V」となる。発売は2015年第1四半期の予定とされた。
2014年11月18日
ロサンゼルスモーターショーで米国仕様を正式発表。
2015年2月18日
ジュネーヴモーターショーで欧州仕様を正式発表。1.5Lと1.6Lディーゼルのエンジンに6速MTとCVTの組み合わせとなる。
2015年4月14日
アルゼンチン・カンパーニャ工場でHR-Vの生産が開始。同月28日からブラジルへの輸出が開始。南米仕様車は1.8L SOHC i-VTECエンジンとCVTまたは6速MTの組み合わせとなる。
2016年7月5日
ホンダコリアを介し、韓国市場での販売を開始。車名は「HR-V」を名乗り、1.8L SOHC i-VTECエンジン+CVTのみ。
2018年6月28日
北米仕様がマイナーチェンジ。
2018年8月13日
欧州仕様がマイナーチェンジ。1.5Lターボエンジンが新たに追加された。

## 3代目 RV3/4/5/6型（2021年 - ）
- 2022年8月2日- ブラジルで発表[12]。最高出力126馬力・最大トルク15.8kgfm（エタノール使用時）の1.5L自然吸気・フレックス対応エンジンを搭載。ホンダ・ブラジルのイチピラナ工場で生産。
- 2022年10月24日- ブラジルで新開発1.5Lターボ・フレックス対応エンジンを追加[12]。

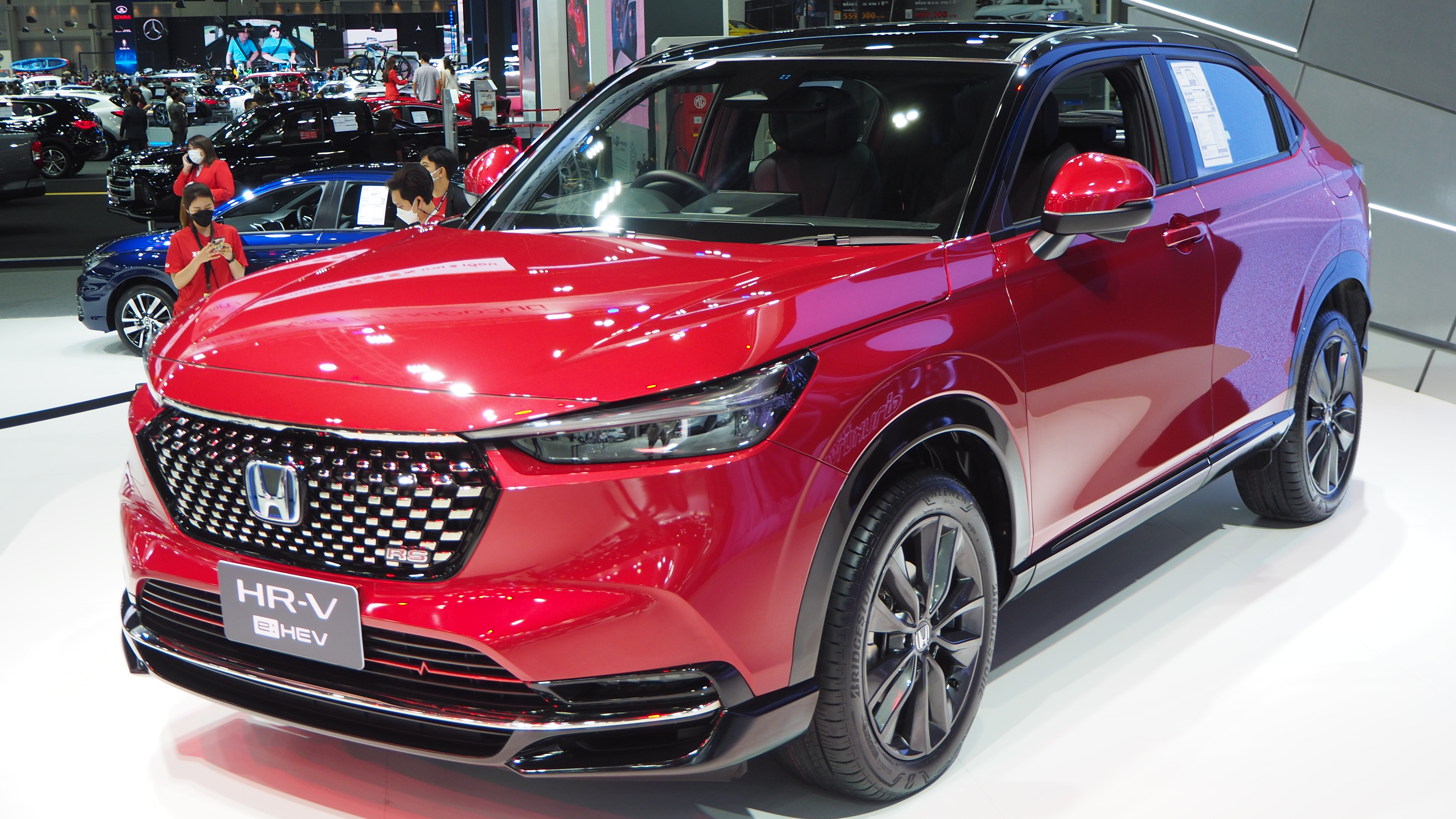
タイ仕様 e:HEV RS
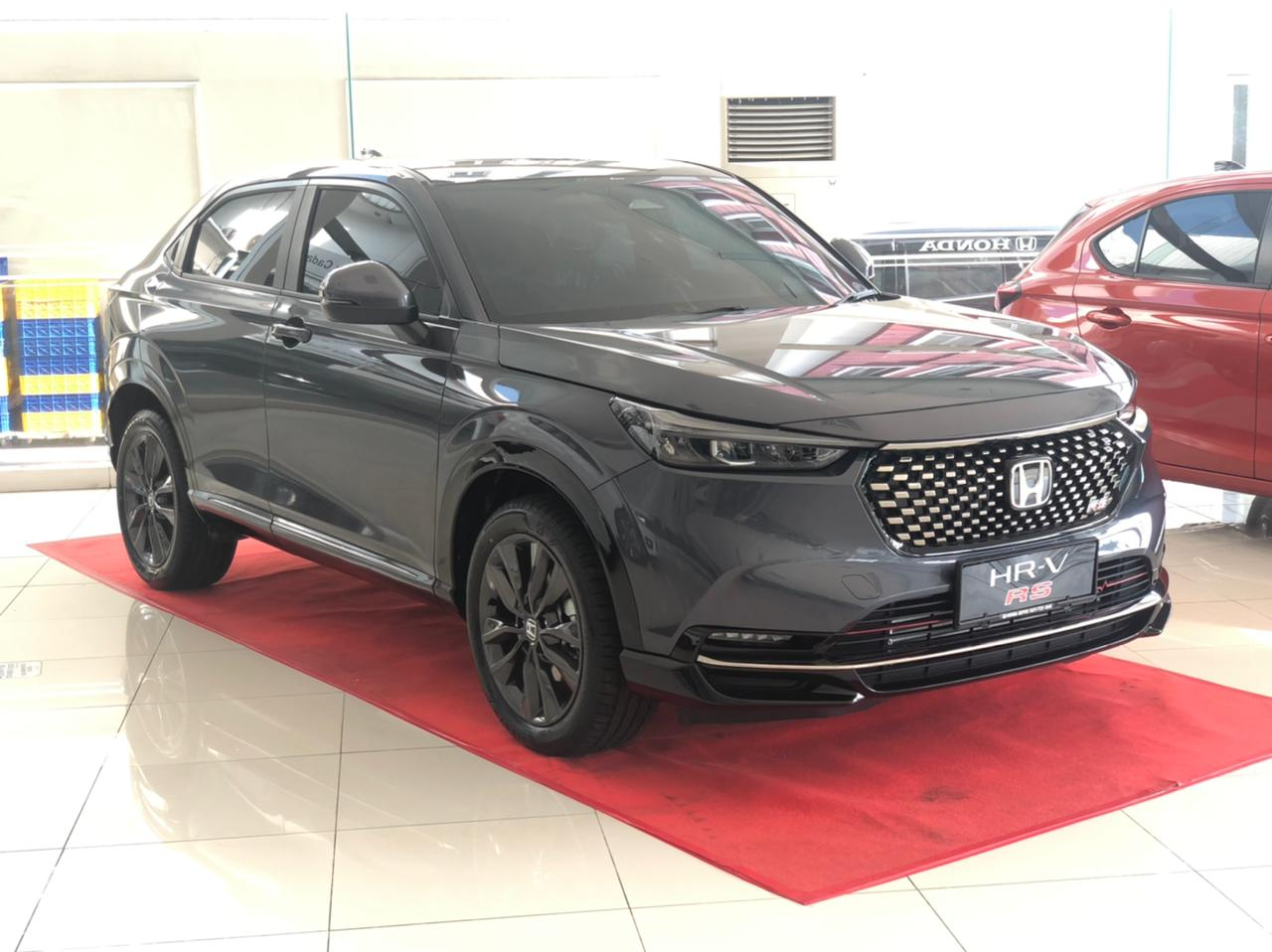
インドネシア仕様 e:HEV RS

## 3代目北米仕様（2022年 - ）
2022年4月4日、同年夏北米にて発売予定の3代目を公開。アジア圏や、欧州にて販売されているモデルとは異なり、ベースはシビックである。
エクステリアはハニカム構造のフロントグリルや薄型のLEDヘッドライト、テールゲートスポイラーなどを装備。「LX」「EX-L」グレードでは、フロント及びリアバンパー下部がマット塗装になっている他、ホイールはシルバーカラーの17インチホイールが標準装備され、高級感のある気品を醸している。「Sport」グレードでは、各所カラーが変更されていて、リアスポイラーはグロスブラックに、リアバンパーはガンメタリック塗装が施され、よりアグレッシブな印象になっている。また、エキゾーストはクロームカラーになり、ホイールは「Sport」専用の18インチ5本スポークホイールが採用された。
ボディカラーは、新色の「ノルディックフォレスト・パール」、「アーバングレー・パール」をはじめ、全7色が用意される。
インテリアは、ベースとなったシビックを彷彿とさせるデザインで、新設計のエアコン吹き出し口やステアリング・ホイール、人間工学に基づき開発されたシート「ボディスタビライジングシート」などが装備される。メーターは最新の7インチの大型インフォメーションディスプレイを組み合わせている。インパネ上部には、グレードによって異なるが9インチのタッチスクリーンを設置し、上級グレードにはワイヤレスのApple CarPlayおよびAndroid Autoを搭載している。また、上級グレードは、オーディオも8個のスピーカーで構成されたプレミアムタイプにアップデートされる。ラゲッジルームは、通常で690L、リアシートのバックレストを格納すると、最大で1,560Lに拡大する。
エンジンは、2.0 L直列4気筒自然吸気ガソリンエンジンを設定。158PS/6,500rpmの最高出力と187Nm/4,200rpmを発揮する。組み合わされるトランスミッションはCVTのみの設定。駆動方式はFFが標準であるが、リアルタイム4WDをオプションで選択できる。また、ホンダのSUVとして初めて「ヒルディセントコントロール」を搭載。急な下り坂でのアクセルおよびブレーキ操作を自動で行う。ドライブモードは、「ノーマル」、「エコ」、「スノー」の3種類から選べる。

価格は、約314万円からとなっている。

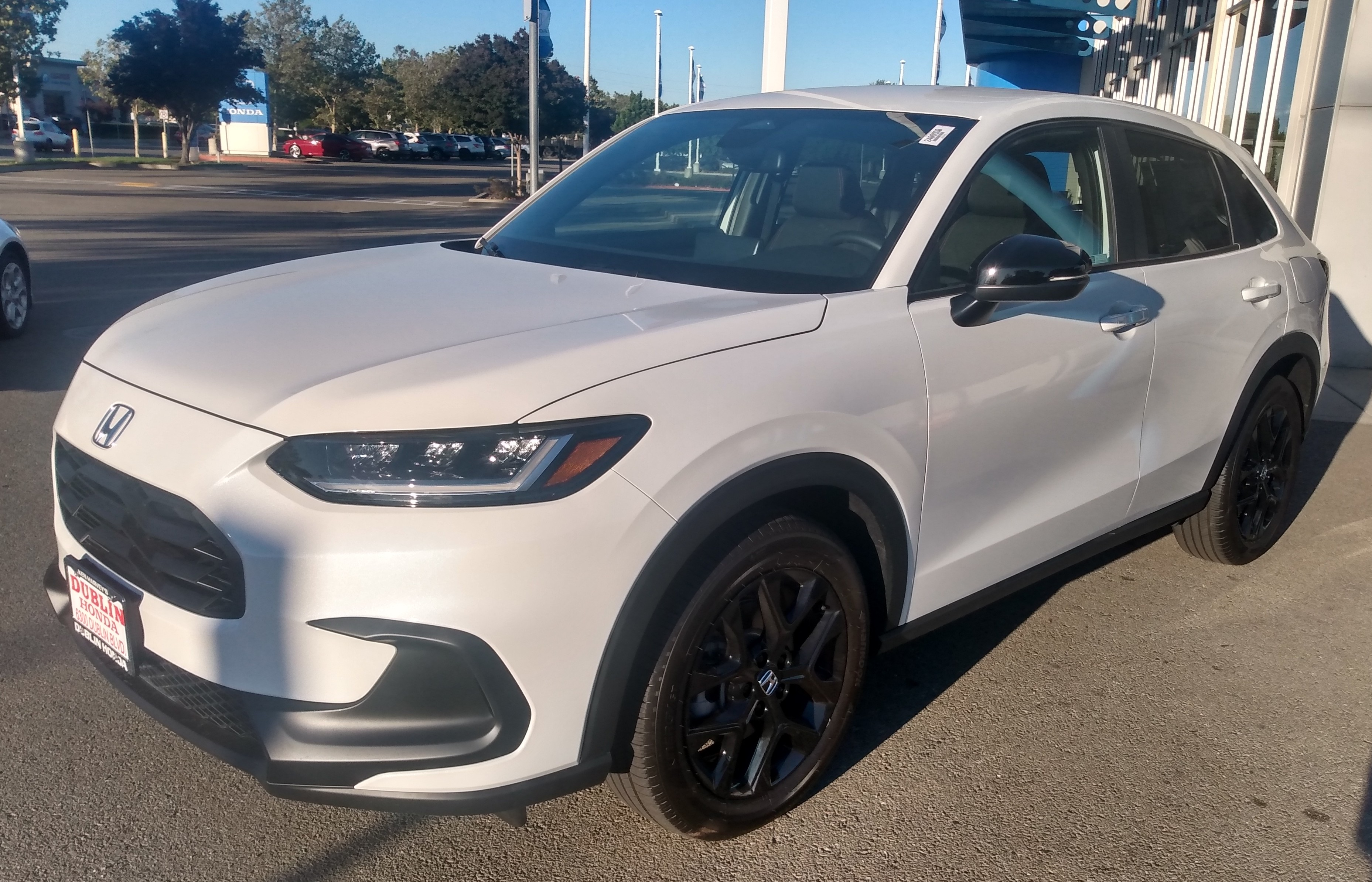
スポーツ（フロント）
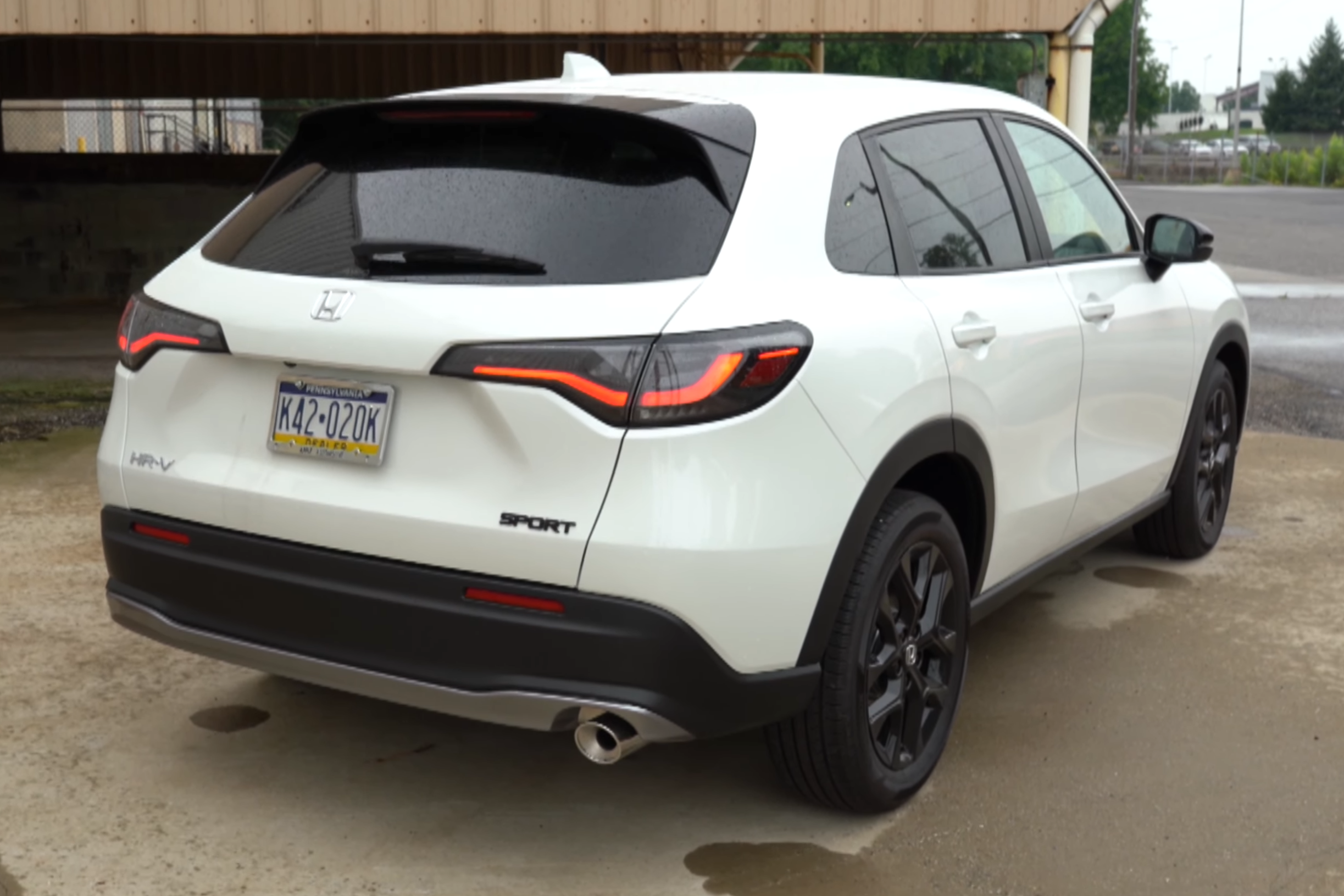
スポーツ（リア）
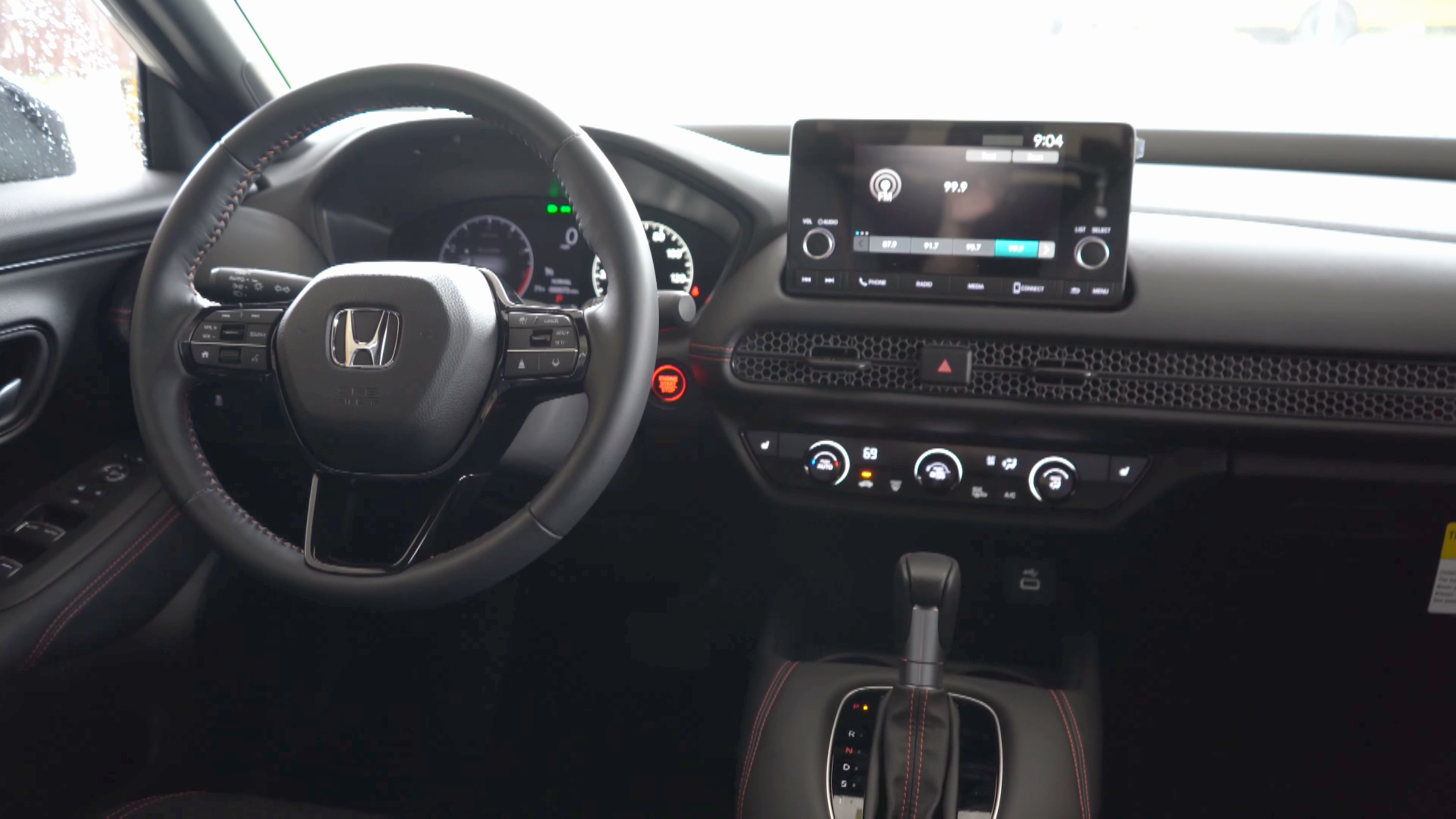
スポーツ（インテリア）

## 車名の由来
「Hi-rider Revolutionary Vehicle」の頭文字をとってネーミングされた。